# Sticks and Bones
Sticks and Bones é um filme para televisão estadunidense de 1973, dirigido por Robert Downey, Sr., baseado na peça teatral homônima de David Rabe. 
O humor negro concentra-se em David, um veterano da Guerra do Vietnã cego incapaz de chegar a um acordo com suas ações no campo de batalha e alienado a sua família porque não pode aceitar sua deficiência, nem entende sua experiência de guerra. Rabe explora os sentimentos conflitantes de muitos civis durante a era de parodiar a família ideal para os americanos como foi retratado no seriado de televisão The Adventures of Ozzie and Harriet. Sob uma fachada perfeita da família do dramaturgo fictício Nelson são as camadas do preconceito, intolerância e ódio a si mesmo que são descoladas lentamente como se interagem com seu filho fisicamente e emocionalmente danificado e irmão.